# Dalbergia gilbertii
Dalbergia gilbertii är en ärtväxtart som beskrevs av Arthur John Cronquist. Dalbergia gilbertii ingår i släktet Dalbergia, och familjen ärtväxter. Inga underarter finns listade i Catalogue of Life.